# Jim Rich
James Rich (nacido en 1971 o 1972) es un periodista y editor de periódico estadounidense. Originalmente conocido por su cobertura deportiva en el New York Post, Rich se ha desempeñado dos veces como editor en jefe del Daily News de Nueva York, editando también The Huffington Post y más tarde el sitio web de deportes Deadspin en dos ocasiones distintas.

## Primeros años y educación
James Rich se crio en Buchanan en el condado de Westchester, Nueva York. Su padre trabajaba como capataz mecánico para el Departamento de Saneamiento de Cortlandt.
Estudió brevemente en Westchester Community College y luego en Florida. Regresó a Westchester para completar una licenciatura en comunicaciones.

## Carrera
Después de graduarse, Rich trabajó en un semanario regional en Eastchester. Luego trabajó en el New Britain Herald. En 2000, Rich comenzó a cubrir deportes para el New York Post.

### Daily News
En 2004, Rich comenzó a trabajar en el Daily News de Nueva York como editor adjunto de deportes. Durante la temporada regular de la NFL, escribió una columna de apuestas semanal. Cuando Colin Myler asumió el cargo de editor del Daily News en 2012, Rich fue ascendido a editor ejecutivo y comenzó a centrarse en la producción en línea del periódico.
En septiembre de 2015, se anunció que Rich asumiría el cargo de editor del periódico. El Daily News había atravesado recientemente una venta abortada y una serie de despidos, y Jonathan Mahler lo describió como un «símbolo maltrecho del estado debilitado de los periódicos estadounidenses». Su distribución había caído a 234 000 entre semana, frente a 500 000 cinco años antes. Al asumir el cargo, Rich prometió continuar con el enfoque de Myler en la creación de medios digitales con un enfoque partidista más nacional y populista.
Al comenzar su dirección editorial en octubre de 2015, sus primeros esfuerzos hicieron que el periódico fuera elogiado por sus titulares políticos de primera plana por comentaristas como Lawrence O'Donnell y Katrina vanden Heuvel. Las imágenes de portada que criticaban a Ted Cruz, Donald Trump y Sarah Palin estuvieron entre las que se volvieron virales en las redes sociales. La audiencia en línea del periódico aumentó durante este período, de 132,5 millones de visitas globales en octubre a 149,6 millones en enero de 2016.
Mientras trabajaba en el Daily News, Rich supervisó una investigación conjunta entre Sarah Ryley y ProPublica sobre leyes de décadas de antigüedad que permitían a la policía de Nueva York obligar a las personas a abandonar sus hogares y negocios sin previo aviso. La investigación vio la introducción de la Ley de Equidad en la Reducción de Molestias por parte del Ayuntamiento de Nueva York y los periodistas involucrados recibieron posteriormente el  Premio Pulitzer por Periodismo de Servicio Público 2017.
En octubre de 2016, Rich dejó el Daily News y fue reemplazado por Arthur Browne. La decisión sorprendió a los periodistas. Al parecer, la gerencia le había dicho a Rich que disminuyera las críticas al candidato presidencial republicano Donald Trump en el período previo a las elecciones de 2016 el 8 de noviembre. Más tarde defendió sus críticas a los votantes de Trump y se opuso a quienes criticaban a los medios, escribiendo que «ninguno de nosotros debería disculparse por exponer, de la manera más ruidosa y apasionada, el odio, la opresión y la injusticia».

### The Huffington Post
Más tarde, Rich comenzó a trabajar como editor de The Huffington Post (más tarde Huffpost). Dejó su cargo en diciembre de 2017 y afirmó que estaba iniciando un sitio de noticias sin fines de lucro centrado en noticias locales de Nueva York.

### Segundo período en elDaily News
En enero de 2018, los propietarios del Daily News, Tronc, anunciaron que Rich reemplazaría a Arthur Browne como editor en jefe, luego de su retiro un mes antes. Tronc había comprado el periódico por 1 dólar a Mortimer Zuckerman en septiembre de 2017.
El 23 de julio de 2018, Tronc anunció que despediría a Rich y a más de 40 miembros más del personal del Daily News. Rich fue sucedido como editor por Robert York, quien había sido editor de The Morning Call de Tronc. Rich pareció criticar la decisión antes de su anuncio, escribiendo más temprano ese día en Twitter: «Si odias la democracia y crees que los gobiernos locales deberían operar sin control y en la oscuridad, entonces hoy es un buen día para ti». La medida también fue criticada por el gobernador de Nueva York, Andrew Cuomo, quien instó a la empresa a reconsiderar los despidos.

### SWNS Media Group
Después de dejar nuevamente el Daily News, Rich se desempeñó como editor de la agencia de noticias británica SWNS Media Group.

### Deadspin
En enero de 2020, G/O Media anunció que Rich asumiría el cargo de editor de su sitio web de noticias deportivas Deadspin. Desde que despidió a su anterior editor, Barry Petchesky, en octubre de 2019 por publicar contenido no deportivo, el sitio web había perdido más de una decena de empleados y no había publicado ningún contenido desde noviembre. Antes de contratar a Rich, G/O Media había trasladado recientemente la oficina editorial del sitio web de la ciudad de Nueva York a Chicago, y el 97% del personal editorial de la compañía apoyó un voto de censura al director ejecutivo Jim Spanfeller después de la mudanza. Rich ofreció su simpatía por quienes habían abandonado el sitio web y dijo: «No es una decisión que se toma a la ligera cuando se compara su sustento con sus principios periodísticos».
En marzo de 2020, Deadspin comenzó a publicar artículos de noticias nuevamente. Rich se convirtió en director editorial de G/O Media en abril de 2020.
El 9 de julio de 2021, Rich renunció a G/O Media debido a enfrentamientos con la alta dirección. El New York Post sugirió que se había sentido frustrado por la interferencia editorial de Spanfeller y otros.  El puesto de director editorial de G/O Media fue finalmente ocupado en enero de 2023 por Merrill Brown.
Luego, Rich pasó un tiempo como consultor. En febrero de 2022, se informó que estaba produciendo un documental sobre el fundador de Penthouse, Bob Guccione, con A&E Networks.
En julio de 2023, G/O Media anunció que Rich volvería a trabajar como editor de Deadspin.

## Vida personal
Rich se ha casado tres veces. Él y su tercera esposa, la periodista del New York Post Mary Huhn, adoptaron a su hijo en 2012. Huhn es nieta de Henrietta Buckler Seiberling y bisnieta de Frank Seiberling.